# 쓰루 문과대학
쓰루 문과대학(일본어: 都留文科大學)은 일본의 공립 대학이다. 대학 본부는 야마나시현 쓰루시(都留市)에 있다. 학생들(약 3,000명)은 쓰루 시(인구 약 35,000명)의 중요한 활력이다. 초등교육학과는 일본 공립대학에서는 유일한 초등학교 교원양성학과이다

## 연혁
- 1953년 야마나시 현립 임시 교원양성소(山梨縣立臨時敎員養成所) 설립.
- 1955년 쓰루 시립 쓰루 단기대학(都留市立都留短期大學)으로 개편 (2년제: 초등교육과, 상경과).
- 1960년 쓰루 문과대학으로 승격 (4년제 문학부: 초등교육학과, 국문학과).
- 1963년 영문학과를 설치.
- 1966년 현 캠퍼스로 이전.
- 1987년 사회학과를 설치.
- 1991년 전공과를 설치.
- 1993년 비교문화학과를 설치.
- 1995년 대학원 석사과정을 설치.

## 캠퍼스
- 야마나시현 쓰루시(都留市) 다하라(田原) 3-8-1.

## 조직

### 학부

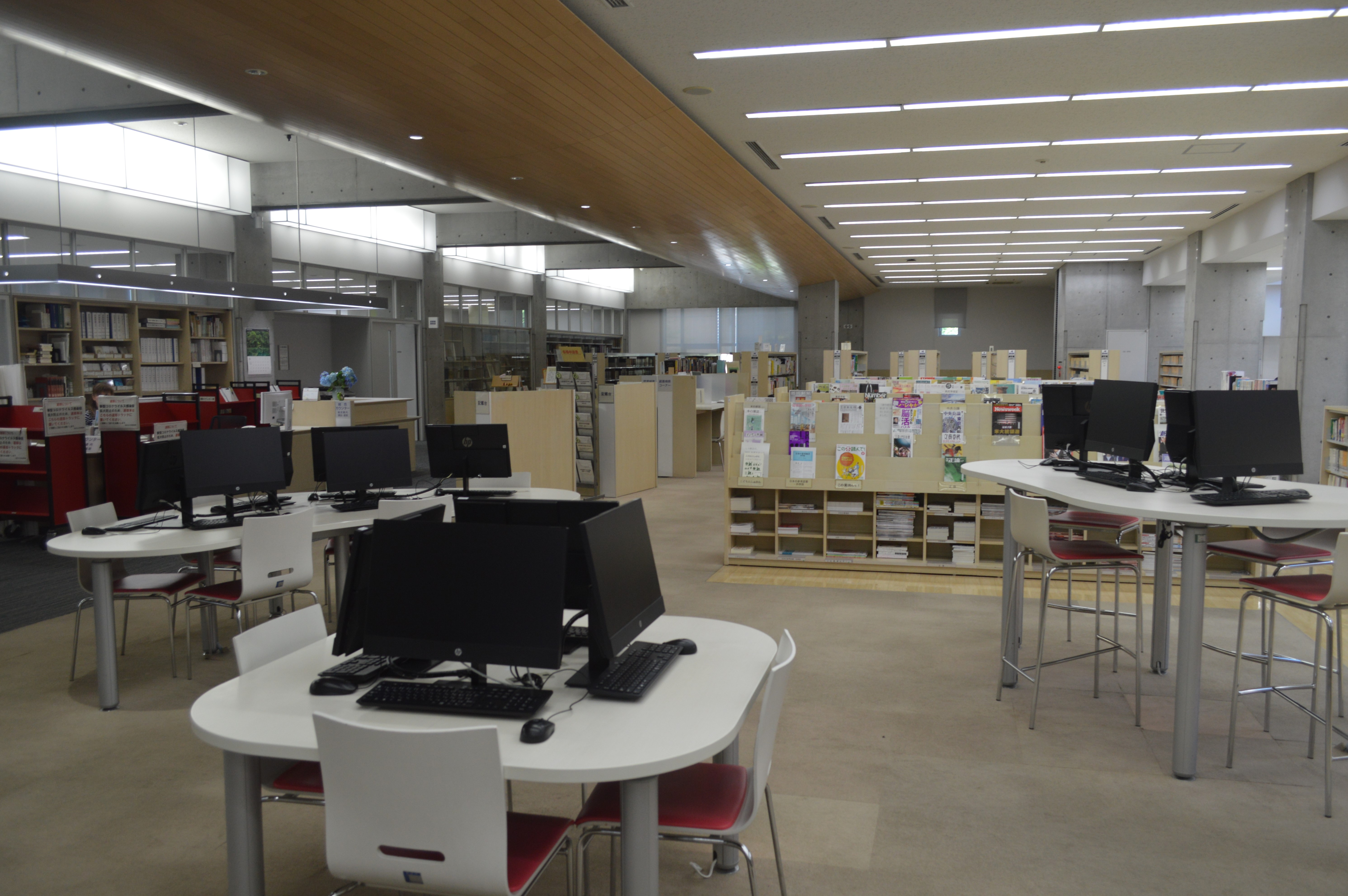
도서관

- 문학부
  - 초등교육학과
  - 국문학과
  - 영문학과
  - 사회학과
  - 비교문화학과

### 전공과
- 문학전공과 (1년제)
  - 교육학 전공

### 대학원
- 문학 연구과 (석사과정)
  - 임상 교육 실천학 전공
  - 국문학 전공
  - 영어 영미문학 전공
  - 사회학 지역사회 연구 전공
  - 비교문화 전공

### 부속기관
- 도서관
- 지역교류 연구 센터
- 외국어 교육 연구 센터
- 정보 센터
- 국제교류실